# Todorovce
Todorovce je naselje u gradu Leskovcu, Jablanički upravni okrug, Srbija. Prema popisu iz 2022. godine u Todorovcu je živjelo 429 stanovnikа.